# Шестдесет и трети конгрес на Македонската патриотична организация
Шестдесет и третият конгрес на Македонските патриотични организации (МПО) се провежда от 1 до 3 септември 1984 година в Ниагара Фолс, Ню Йорк, САЩ. Запазва се ЦК на МПО от предходния конгрес. Делегатите изискват преди началото на разискванията да се прочете писмо от Иван Михайлов. В него той критикува ръководството на организацията за това, че я превръща в „увеселителна и благотворителна“. Причина за това е по-активната политика сред младите представители на емиграцията.